# Maria Luisa Meneghetti
Maria Luisa Meneghetti (Venezia, 11 dicembre 1950) è una filologa italiana.

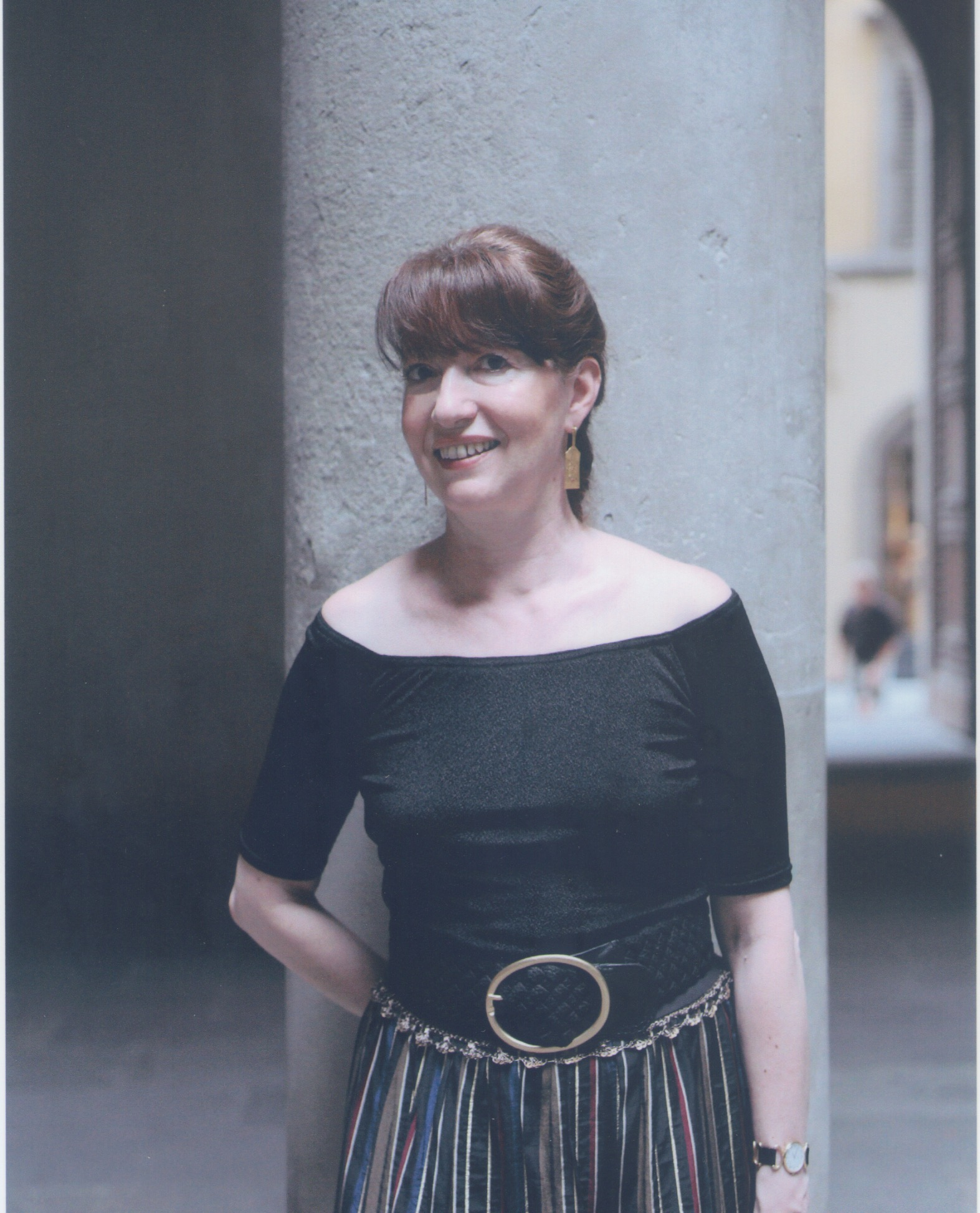
Maria Luisa Meneghetti in uno scatto di L. Trizzino

È attualmente professoressa ordinaria di Filologia romanza presso l'Università degli Studi di Milano e socia dell'Accademia Nazionale dei Lincei.

## Biografia
Allieva di Gianfranco Folena, è attualmente professoressa ordinaria di Filologia romanza all'Università degli Studi di Milano; ha insegnato la stessa disciplina come professoressa incaricata e poi associata nelle università di Padova e di Pavia, all'Università della Tuscia come straordinaria, quindi a Siena come ordinaria. Ha ideato e diretto il Dottorato Europeo in Filologia romanza (università consorziate di Milano, Pavia, Siena, Paris IV-Sorbonne, Santiago di Compostela e Zürich), poi Scuola Europea di Filologia romanza (con il consorzio ulteriore dello IUSS Istituto  Universitario di Studi Superiori di Pavia, del  Collège de France e della Fondazione Ezio  Franceschini di Firenze).
È stata professoressa invitata in numerose università estere, tra cui: l'Université de Poitiers, l'Università de Santiago di Compostela, l'Université Paris-IV Sorbonne (Chaire Dupront). Dal 1996 al 1999 è stata membro del Conseil d’Administration dell’Association Internationale d’Études Occitanes. Ha partecipato in molte vesti all'attività di referaggio istituzionale per l'attribuzione di finanziamenti di ricerca, prima nell'ambito della VQR 2004-2010, quindi come componente della Commissione nazionale per l'attribuzione dei finanziamenti FIRB (FIR e SIR) e PRIN, infine come membro della Mission d'expertise per UR dell'IRHT (Paris) di nomina AERES. Dal 2016 al 2020 è stata membro del consiglio direttivo dell'ANVUR.
Dal 2013 è socia corrispondente residente dell'Istituto Lombardo-Accademia di Scienze e Lettere; dal 2015 è socia corrispondente dell'Accademia Nazionale dei Lincei. Dal 2021 è corresponding fellow della Medieval Academy of America.
Dal 2006 è Membro della Commissione scientifica per  l’Edizione Nazionale dei Canzonieri della Lirica italiana delle Origini. È condirettrice delle riviste “Critica del Testo”, “Revue critique de Philologie romane” e  "Moderna"; fa parte del Comitato scientifico di “Perspectives médiévales” e del “Bulletin” del gruppo Questes. Inoltre è coordinatrice del Comitato scientifico della Collana “Pubblicazioni della Scuola di Dottorato europea in Filologia romanza” (Firenze, Edizioni del Galluzzo) e fa parte del Consiglio scientifico delle collane: "Corpus des Troubadours" (Union  Académique Internationale – Institut d’Estudis catalans, Barcelona), “Destini incrociati”, a cura degli  italianisti delle Università francofone del Belgio (P.I.E. Peter Lang, Bruxelles) e “Biblioteca mediterranea” (Mauro Baroni Editore, Viareggio – Edizioni dell’Orso, Alessandria – Universitat de les Illes Balears).
Ha scritto saggi e monografie di argomento filologico e letterario, tra cui Il pubblico dei trovatori, incentrato sulla ricezione della poesia cortese fino al XIV secolo - prima ed. nel 1984, seconda ed. nel 1992 - e si occupa della tradizione manoscritta e dei rapporti con le arti figurative dei poeti medievali francesi, trovatori e trovieri.
è stata sposata con Cesare Segre, anche lui filologo romanzo, fino alla sua morte.

## Opere
- Il pubblico dei trovatori, Collana Saggi n.759, Torino, Einaudi, 1984-1992.
- Le origini delle letterature medievali romanze, Collana Manuali, Roma-Bari, Laterza, 1997-2014.
- Tra Ecdotica e Comparatistica: le riviste e la fondazione della Filologia romanza. Atti del Convegno annuale della Scuola di Dottorato europea in Filologia romanza (Siena, 3-4 ottobre 2006), a c. di M.L. Meneghetti e R. Tagliani, Firenze, Edizioni del Galluzzo, 2009.
- Il romanzo nel Medioevo. Francia, Spagna, Italia, Bologna, Il Mulino, 2010. Maria Luisa Meneghetti, Cesare Segre, Giuseppe Tavani, Cinco Ensaios Circum-Camonianos, coordenação de R. Marnoto, Coimbra, Centro Interuniversitário de Estudos Camonianos, 2012.
- Storie al muro. Temi e personaggi della letteratura profana nell'arte medievale, Fuori collana, Torino, Einaudi, 2015, ISBN 978-88-06-16759-2.
- Il manoscritto Saibante-Hamilton 390, edizione critica diretta da Maria Luisa Meneghetti, coordinamento editoriale di Roberto Tagliani, Roma, Salerno Editrice, 2020, ISBN 978-88-6973-440-3.